# Buitinga ensifera
Buitinga ensifera là một loài nhện trong họ Pholcidae. Loài này được phát hiện ở Tanzania.